# Andrew McCabe
Andrew McCabe, född 29 augusti 1990, är en friidrottare från Australien. Han deltog vid olympiska sommarspelen 2012.